# Dirkou
Dirkou è un comune rurale del Niger facente parte del dipartimento di Bilma nella regione di Agadez.
Situato su un'importante rotta migratoria verso l'Europa, è stato creato un grosso centro di detenzione dei migranti criticato per la mancanza di diritti civili.